# Níkos Christodoulídis
Níkos Christodoulídis (en griego, Νίκος Χριστοδουλίδης; Geroskipou, 6 de diciembre de 1973) es un académico, político y diplomático chipriota, actual presidente de la República de Chipre desde el 28 de febrero de 2023. Anteriormente se desempeñó como Ministro de Relaciones Exteriores en el segundo gobierno de Níkos Anastasiádis de 2018 a 2022.

## Primeros años de vida
Christodoulídis nació en Geroskipou, Pafos, el 6 de diciembre de 1973. Su padre era del pueblo de Choulou, en la montañosa Pafos, mientras que su madre era de Geroskipou. Se graduó del Arzobispo Makarios Lyceum en Paphos en 1991 y siguió una carrera en Ciencias Políticas.

## Carrera profesional

### Educación
Tiene una licenciatura en ciencias políticas, economía, estudios bizantinos y griego moderno de Queens College, City University of New York, una maestría en ciencias políticas de la Universidad de Nueva York y otra en estudios diplomáticos de la Universidad de Malta en el Academia Mediterránea de Estudios Diplomáticos y, finalmente, un doctorado del Departamento de Ciencias Políticas y Administración Pública de la Universidad de Atenas.

### Diplomático
Comenzó como diplomático de carrera en 1999 y se desempeñó como tal hasta 2013. Durante este período se desempeñó como director de la Oficina del Ministro de Relaciones Exteriores de la República de Chipre, portavoz de la Presidencia de Chipre del Consejo de la Unión Europea en Bruselas, subjefe de misión en la Embajada de Chipre en Grecia, director de la Oficina del Secretario Permanente del Ministerio de Relaciones Exteriores y cónsul general en la Alta Comisión de la República de Chipre en el Reino Unido. Su esposa también es una diplomática chipriota, Philippa Karsera, y se conocieron en 1999 como agregados diplomáticos recién designados en el Ministerio de Relaciones Exteriores. Actualmente es directora adjunta de la Oficina Diplomática del Presidente en el Palacio Presidencial.

### Designaciones universitarias y gubernamentales
Además, entre los años 2007 y 2010, Christodoulídis dio conferencias y se desempeñó como investigador asociado en el Departamento de Historia y Arqueología de la Universidad de Chipre . En concreto, impartió la asignatura de "Historia del Mundo de la Posguerra". Finalmente, antes de su nombramiento como Ministro de Asuntos Exteriores el 1 de marzo de 2018, se desempeñó como director de la Oficina Diplomática del Presidente de la República de Chipre entre 2013 y 2018, y Portavoz del Gobierno entre 2014 y 2018.

### Ministro de Relaciones Exteriores
Tras la reelección en febrero de 2018, el presidente de la República de Chipre, Níkos Anastasiádis, nombró a Christodoulides como jefe del Ministerio de Relaciones Exteriores, entre varios nuevos nombramientos en su gabinete . Asumió el cargo el 1 de marzo de 2018.
El ministro de Relaciones Exteriores, Christodoulídis, visitó Israel en junio de 2018 y se reunió con el primer ministro Benjamin Netanyahu y el presidente Reuven Rivlin para discutir los desarrollos regionales y el fortalecimiento de los lazos bilaterales en situaciones de emergencia y energía. Además de las incursiones turcas, hablaron sobre la cooperación estratégica en el oleoducto EastMed planeado.
Con respecto a las recientes provocaciones de Turquía por falta de respeto a la Zona económica exclusiva reclamada por la República de Chipre, Christodoulides señaló que Nicosia no se dejará influir por las acciones de Turquía. Durante una reunión sobre la cooperación greco-chipriota con el primer ministro griego, Alexis Tsipras, dijo que el "objetivo número uno es la reunificación del país".
En mayo de 2018, Christodoulídis pidió oficialmente a las Naciones Unidas que se preparara para una rápida reapertura del proceso de reunificación. Tras reunirse con el ministro de Asuntos Exteriores griego, Nikos Kotzias, el 7 de mayo de 2018, elogió al secretario general, António Guterres, por haber enviado a un representante especial para sondear el ambiente para la reapertura de las conversaciones.
Christodoulídis recibió con beneplácito el anuncio de los representantes de Exxon en junio de 2018 de acelerar su cronograma para comenzar las operaciones de perforación en el Bloque 10 de la Zona Económica Exclusiva. Ahora se planea que las operaciones comiencen en el cuarto trimestre de 2018.
El 17 de julio de 2018, Christodoulídis se reunió con la alta representante Federica Mogherini en Bruselas. Hablaron sobre "el papel crucial que puede desempeñar la UE en los esfuerzos por reanudar las conversaciones de paz estancadas en Chipre". Durante su visita, Christodoulides afirmó que Chipre "no puede darse el lujo de fracasar en nuevas conversaciones". Pero también insistió en que "Turquía tiene que cumplir con las normas europeas y el derecho internacional".
En julio de 2020, en reacción a los enfrentamientos entre Armenia y Azerbaiyán, Christodoulides condenó la "violación del alto el fuego por parte de Azerbaiyán" y pidió "moderación de las partes para reducir la tensión en la región".
El 5 de abril de 2021, el presidente de Serbia, Aleksandar Vučić, concedió a Christodoulides la Orden de la Bandera de Serbia.

### Renuncia
El 10 de enero de 2022, Christodoulídis renunció como Ministro. Después de meses de especulaciones sobre si será candidato en las elecciones presidenciales chipriotas de 2023, expresó su interés en una conferencia de prensa celebrada en el Ministerio de Relaciones Exteriores el 9 de enero. El veterano político Ioannis Kasoulides prestó juramento como Ministro de Relaciones Exteriores el 11 de enero.

## Publicaciones
Entre las contribuciones a muchas revistas nacionales e internacionales, Christodoulídis también es autor de dos libros. En 2009, publicó Planes para la solución del problema de Chipre 1948-1978, y en 2013, publicó Relaciones entre Atenas y Nicosia y el problema de Chipre, 1977-1988.